# 20148 Carducci
20148 Carducci è un asteroide della fascia principale interna. Scoperto nel 1996, presenta un'orbita caratterizzata da un semiasse maggiore pari a 2,357252 UA e da un'eccentricità di 0,128075, inclinata di 7,021408° rispetto all'eclittica. Ha un periodo di rotazione di 12,0116 ore.
Fa parte della famiglia di asteroidi Vesta.
È dedicato al poeta italiano Giosuè Carducci insignito del Premio Nobel per la letteratura nel 1906.